# Leptochiton habei
Leptochiton habei är en blötdjursart som beskrevs av Saito 1997. Leptochiton habei ingår i släktet Leptochiton och familjen Leptochitonidae. Inga underarter finns listade i Catalogue of Life.